# تينيو
بلدية تينيو (بالإسبانية: Tineo) هي بلدية تقع في منطقة أستورياس شمال غرب إسبانيا.

## الديموغرافيا
بلغ عدد سكان بلدية تينيو 10.829 نسمة عام 2011 (وفقاً للمعهد الوطني للإحصاء الإسباني).
| 13.578 | 13.200 | 12.566 | 12.071 | 11.539 | 11.146 | 10.829 |

## أعلام
- خوسيه مالدونادو غونزاليس
- بيدرو رودريغيز
- أنطونيو ريكو